# ジュリアーノ・デ・メディチの肖像 (ワシントン・ナショナル・ギャラリー)
『ジュリアーノ・デ・メディチの肖像』（ジュリアーノ・デ・メディチのしょうぞう、伊: Ritratto di Giuliano de' Medici, 英: Portrait of Giuliano de' Medici）は、イタリアのルネサンス期の巨匠サンドロ・ボッティチェッリが1478年に制作した肖像画である。テンペラ画。1478年にパッツィ家の陰謀によって殺されたジュリアーノ・デ・メディチを描いている。現在はワシントンD.C.のナショナル・ギャラリー・オブ・アートに所蔵されている。また同じ構図の作品がベルガモのアッカデミア・カッラーラとベルリンの絵画館に所蔵されており、ミラノのクレスピ・モルビオ・コレクション（Collezione Crespi Morbio）に異なるバージョンが所蔵されている。

## 人物
ジュリアーノ・デ・メディチは、1453年にピエロ・ディ・コジモ・デ・メディチとルクレツィア・トルナブオーニとの間に、兄ロレンツォ・デ・メディチの4歳離れた弟として生まれた。1469年に父が死去し、ロレンツォとともにメディチ家の後継者となったとき、ジュリアーノは16歳になったばかりだった。当初、ジュリアーノが果たした政治的役割は二次的なものであったが、次第に兄に次ぐ地位を獲得し、ロレンツォが不在の間は兄に代わって政治や外交の問題を処理した。ジュリアーノは多くの結婚の話があったが、彼自身は美女として名高いマルコ・ヴェスプッチ（Marco Vespucci）の夫人シモネッタ・カッタネオを深く思慕した。ジュリアーノが1475年に開催されたヴェネツィアおよびミラノとの同盟を祝う馬上槍試合で優勝した際に、シモネッタをイナモラータ（Inamorata）に選んだことは有名である。シモネッタはその翌年に若くして死去し、ジュリアーノもまたその2年後の1478年にパッツィ家によって殺害された。この日、ジュリアーノは膝を痛めていたため、ロレンツォとジュリアーノの暗殺を目論んでいた者たちに手伝われてフィレンツェの大聖堂に向かわなければならなかった。暗殺者たちはミサの最中に凶行におよび、ロレンツォは聖具室に逃れて助かった。ジュリアーノの遺児ジュリオ・デ・メディチ（Giulio de' Medici）は後にローマ教皇クレメンス7世となった。

## 作品

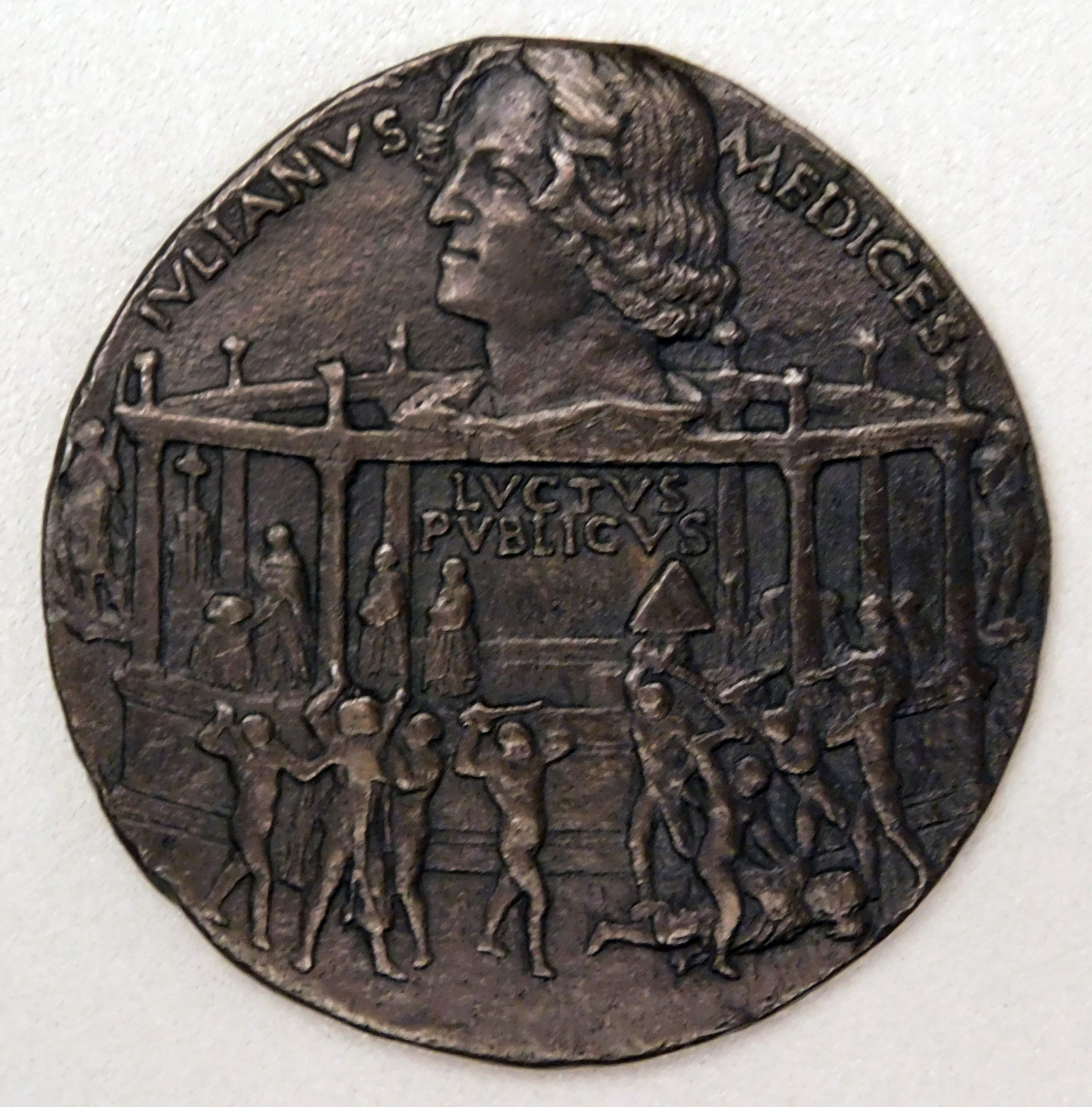
ベルトルド・ディ・ジョバンニが制作したジュリアーノ・デ・メディチを追悼するメダル。

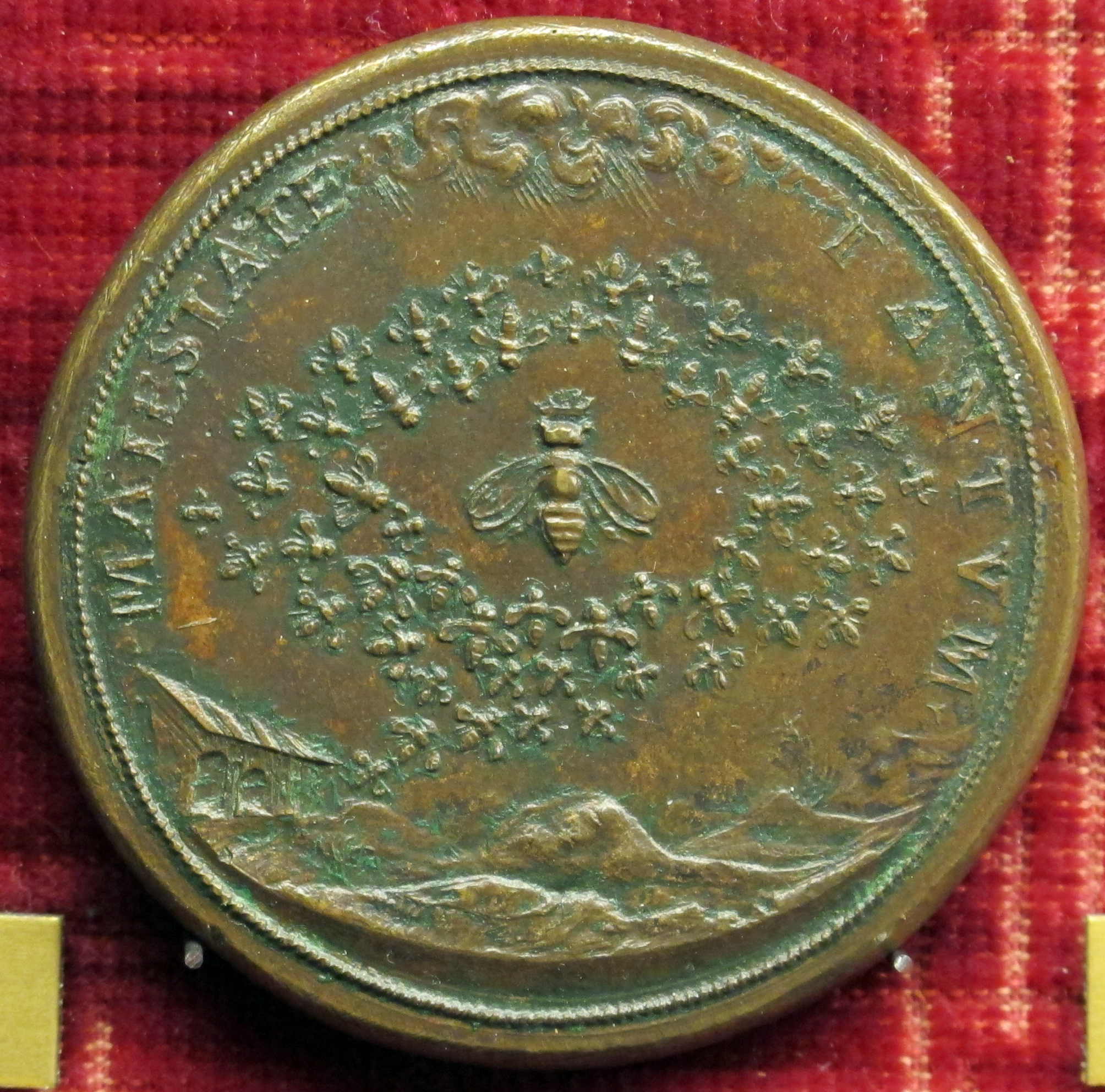
ミケーレ・マッツァフィッリが制作したメダル。1588年。

ボッティチェッリは四分の三正面を向いた胸像のジュリアーノ・デ・メディチを描いている。長い鷲鼻は唇の上にかかり、眉間から額にかけて縦に深いしわが刻まれている。ジュリアーノは髪をあごの高さまで伸ばし、髭をきれいに剃り、プリーツのあるハイネックの赤いチュニックを着ている。基本的にワシントン、ベルガモ、ベルリンのバージョンはいずれも同一の構図を持つが、ワシントン版はこれらのうち最も画面が大きく、最も詳細に描かれている。またワシントン版の大きな特徴として画面の最前景に窓枠があり、室内にいるジュリアーノを屋外から見るという形式をとっている。画面左下には葉のない細い木の枝が外から室内に向かって伸びており、その上に1羽の鳩がとまっている。ジュリアーノの背後にも窓があり、木製の雨戸が左側だけ開いて、わずかに青空が見える。開いた窓と鳩は死を象徴しており、魂の飛翔や故人があの世に旅立ったことを暗示していた。
この点はジュリアーノの表情を考えるうえでも重要である。いずれのバージョンでもジュリアーノは伏し目がちで描かれているため、ほとんど目を閉じているように見える。この描写は肖像画としては異例であり、ジュリアーノの死を暗示していると考えられる。一部の研究者はこの描写に注目し、ボッティチェッリはジュリアーノのデスマスクに基づいてカルトンを作成し、それをもとに各バージョンを描いたと考えている。
もっとも、画面左下の鳩は異なる解釈をすることも可能である。古代より鳩は伴侶を失うと二度とつがいを作らず、残りの生涯を悲しみに暮れて過ごし、葉のない細い枝しかとまらなかったと考えられていた。そこで本作品に描かれた鳩は、ジュリアーノのシモネッタに対する変わらない愛を象徴していると解釈できる。
これらはおそらくメディチ家によって依頼されたものであり、彼らは肖像画を忠実な支持者たちへの贈物として使用した。メディチ家の支持者たちが忠誠を示すために依頼した可能性もある。どのバージョンも保存状態が悪いため、ボッティチェッリの真筆性について議論の余地があり、制作年代や制作された順番も明確ではない。
1478年に彫刻家ベルトルド・ディ・ジョバンニがロレンツォ・デ・メディチの依頼で制作したジュリアーノ・デ・メディチを追悼する記念メダルの横顔のモデルになった可能性がある。

## 来歴
もともと本作品は第3代トスカーナ大公フェルディナンド1世・デ・メディチが所有する作品であったと考えられている。板絵の裏面にある働き蜂に囲まれた女王蜂の紋章は、1588年にミケーレ・マッツァフィッリ（Michele Mazzafirri）が大公フェルディナンド1世のために制作したメダルの裏側に描いた図像と一致している。しかしメディチ・リッカルディ宮殿の1492年の目録にジュリアーノの肖像画は記載されていない。一方、1503年のメディチ家のカファッジョーロ分家（Cafaggiolo branch of the family）のコレクションにジュリアーノの肖像画が記録されている。同様にヴェッキオ宮殿にある初代大公コジモ1世・デ・メディチのアパートメントの1560年の目録にジュリアーノの肖像画が記載されているが、羊皮紙に描かれたものとして記録されており、いずれも本作品であるという確証はない。本作品が記録に現れるのは、1796年のアルフォンソ・タコリ・カナッチ侯爵（Marquis Alfonso Tacoli Canacci）の目録である。1792年の侯爵が所有する絵画リストには本作品は記載されていないため、リスト作成から1796年までの間に入手されたと考えられている。モデナの甥ピエトロ・タコリ（Pietro Tacoli, 1773年-1847年）、さらにアレッサンドロ・ベッリンチニ・バネージ（Alessandro Bellincini Bagnesi）と結婚した娘のアデレード・タコリ（Adelaide Tacoli）に相続された。1940年、肖像画はモデナの画家・美術商・美術研究家ゼリンド・ボナッチーニ（Zelindo Bonaccini, 1890年-1967年）を通じてヴェネツィアの政治家・美術収集家ヴィットリオ・チーニ伯爵に売却された。その後、おそらく1948年にウィルデンシュタイン&カンパニー、1949年6月にニューヨークのサミュエル ・H・クレス財団（Samuel H. Kress Foundation）に売却され、1952年にナショナル・ギャラリー・オブ・アートに寄贈された。

## ギャラリー
他のバージョン

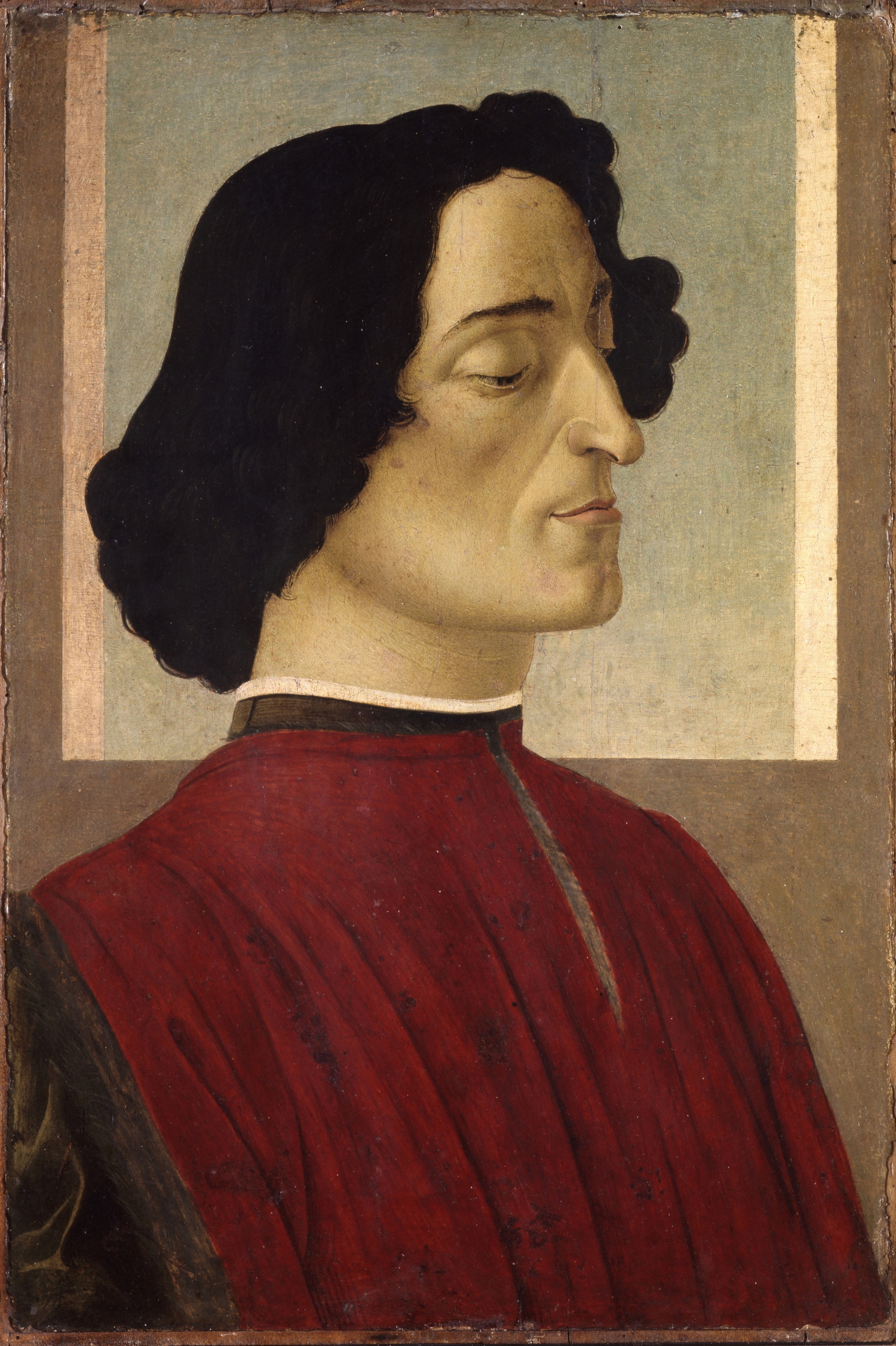
『ジュリアーノ・デ・メディチの肖像』アッカデミア・カッラーラ所蔵
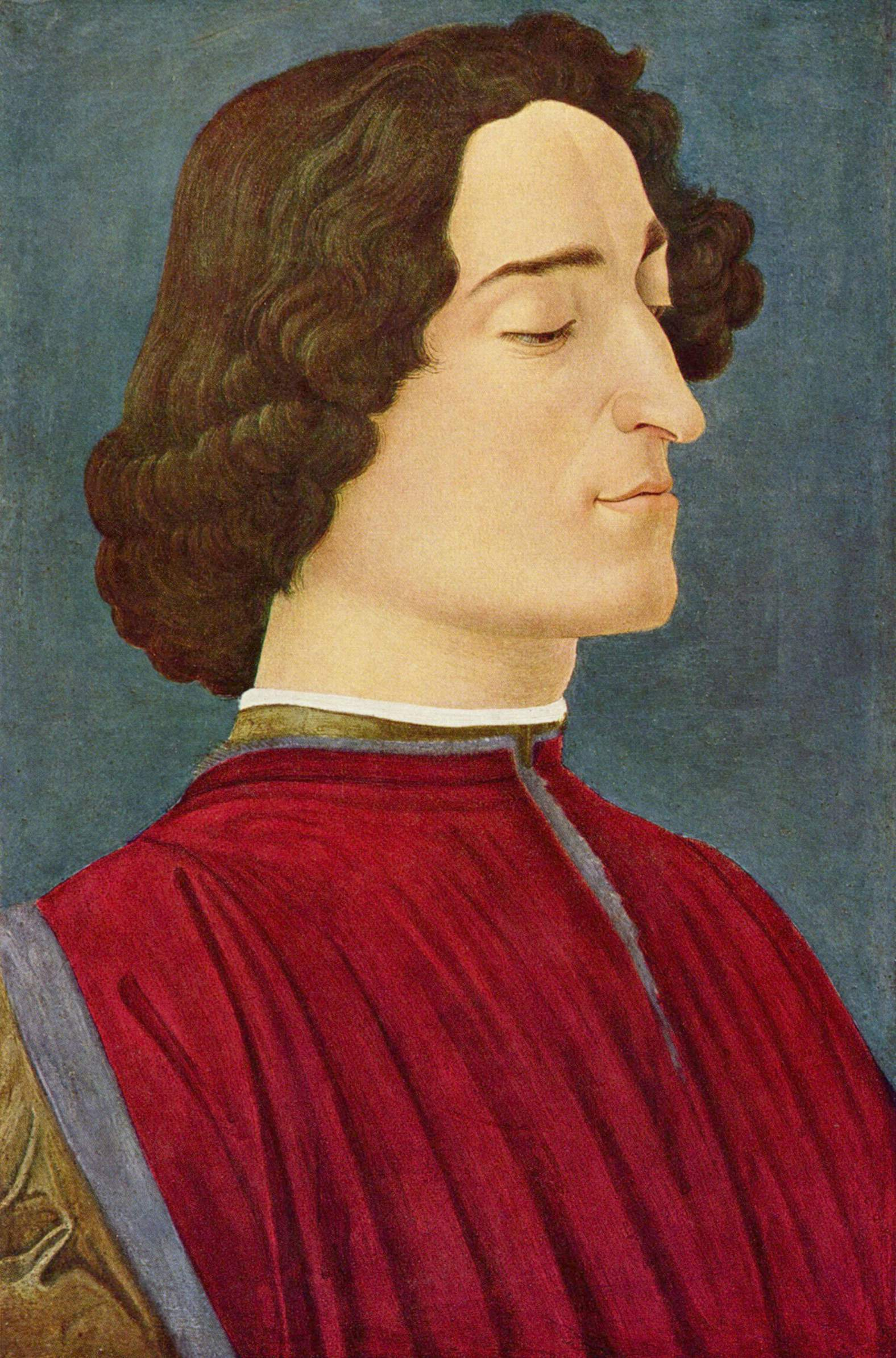
『ジュリアーノ・デ・メディチの肖像』絵画館所蔵
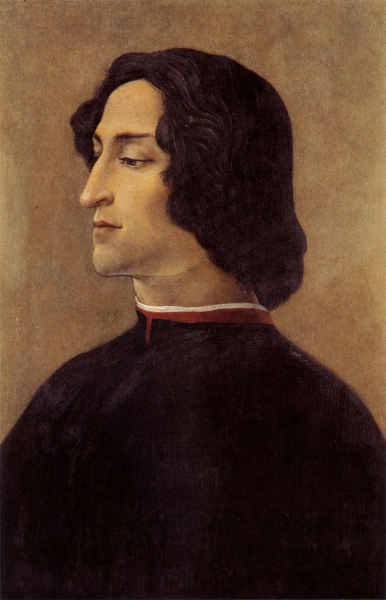
『ジュリアーノ・デ・メディチの肖像』クレスピ・モルビオ・コレクション（Collezione Crespi Morbio）